# Sonoma-Marin Area Rail Transit
Il Sonoma-Marin Area Rail Transit (SMART) è il servizio ferroviario suburbano a servizio delle contee di Sonoma e Marin, nello Stato della California. È gestito dal Sonoma-Marin Area Rail Transit District, creato nel 2002.
La prima sezione della linea, lunga 69 km e compresa tra le città di Santa Rosa e San Rafael, è stata aperta al pubblico il 25 agosto 2017. I lavori per l'estensione da San Rafael a Larkspur sono stati avviati alla fine del 2017 e sono stati completati il 14 dicembre 2019. A pieno regime, la linea si estenderà per un totale di 110 km tra Cloverdale e Larkspur.

## Il servizio
Il servizio è attivo sette giorni su sette. Dal lunedì al venerdì le frequenze sono di 30 minuti, per un totale di 17 corse per direzione; nei fine settimana il servizio è invece ridotto a 4 corse per direzione con una frequenza di 2-3 ore.